# Iommi (альбом)
Iommi — дебютный сольный студийный альбом гитариста Black Sabbath Тони Айомми, вышедший в 2000 году.
Работа над альбомом заняла почти пять лет. Все песни были написаны Айомми, продюсером Бобом Марлеттом и соответствующими вокалистами каждого трека (кроме «Black Oblivion», написанной Айомми и Билли Корганом).
По словам Айомми, он и Фил Ансельмо вместе записали три песни для альбома, но в альбом вошла только одна. Айомми также сказал, что он «написал пару треков с Билли Айдолом и два с Билли Корганом, но вы знаете, мы могли использовать только по одному из каждого».

## Об альбоме
Запись Iommi заняла около пяти лет. Все песни были написаны Айомми, продюсером Bob Marlette и вокалистами, которые исполняли конкретный трек (кроме «Black Oblivion» — её написали Айомми и Корган).
В записи приняли участие многие известные музыканты и певцы:
- Билли Айдол
- Билли Корган из Smashing Pumpkins
- Брайан Мэй из Queen
- Дебора Дайер (Skin) из Skunk Anansie
- Дэйв Грол из Nirvana и Foo Fighters
- Йен Астбери из The Cult
- Оззи Осборн
- Питер Стил из Type O Negative
- Серж Танкян из System of a Down
- Фил Ансельмо из Pantera

## Список композиций
После тире указан вокалист. В скобках указаны авторы песни.
1. «Laughing Man (In The Devil Mask)» — Генри Ролинз (Айомми, Марлетт, Ролинз)
2. «Meat» — Дебора Дайер (Айомми, Марлетт, Скин)
3. «Goodbye Lament» — Дэйв Грол (Грол, Айомми, Марлетт)
4. «Time Is Mine» — Фил Ансельмо (Ансельмо, Айомми, Марлетт)
5. «Patterns» — Серж Танкян (Айомми, Марлетт, Танкян)
6. «Black Oblivion» — Билли Корган (Корган, Айомми)
7. «Flame On» — Иэн Эстбёри (Эстбёри, Айомми, Марлетт)
8. «Just Say No To Love» — Питер Стил (Айомми, Марлетт, Стил)
9. «Who’s Fooling Who» — Оззи Осборн (Айомми, Марлетт, Осборн)
10. «Into The Night» — Билли Айдол (Айдол, Айомми, Марлетт)

## Приглашённые музыканты
- Терри Филлипс— бас-гитара (1)
- Боб Марлетт — бас-гитара (2)
- Лоренс Коттл — бас-гитара (3, 4, 5, 7, 8, 9)
- Билли Корган — бас-гитара (6), гитара (6)
- Питер Стил — бас-гитара (8)
- Бен Шэперд — бас-гитара (10)
- Ace (Мартин Кент) — гитара (2)
- Брайан Мэй — гитара (3, 7)
- Джимми Копли — ударные (1, 5)
- Джон Темпеста — ударные (2)
- Дэйв Грол — ударные (3)
- Мэтт Кэмерон — ударные (4, 7, 8, 10)
- Кенни Аронофф — ударные (6)
- Билл Уорд — ударные (9)